# 达西玛姨娘 (1932年电影)
《达西玛姨娘》（精确拼音：Nyai Dasima）是1932年的一部荷属东印度电影，由巴赫迪亚·埃芬迪为陈氏影业执导。这是继1929年的默片版本之后，第二部改编自G·弗朗西斯（G. Francis）1896年的小说《达西玛姨娘的故事》（Tjerita Njai Dasima）的电影。 影片讲述了一个年轻的巽他族姨娘（小妾）被骗嫁给一个不爱她的男人，最终被杀害的故事。这部电影是陈氏影业制作的第一部有声电影，也是第一部由印度尼西亚土著导演的电影。电影评价褒贬不一，目前或已散失。

## 情节
达西玛是英国人爱德华·威廉（Edward William）的姨娘。他们和女儿南希一起住在巴达维亚（今雅加达）甘比尔广场附近的家中。他们的幸福生活在马车司机萨米温（Samioen）爱上达西玛后被打乱。尽管萨米温已经和哈娅蒂（Hajati）结婚了，他试图用魔法（goena-goena）来赢得达西玛的心，并请蛋商马克·布永（Mak Boejoeng）来吓唬达西玛，说她触犯了齐纳（不正当性行为）。
萨米温最终成功了，达西玛带着她的黄金珠宝去和他及哈娅蒂一起生活。哈娅蒂同意让萨米温娶第二个妻子，因为她只想要达西玛的钱，并用这些钱去赌博。当达西玛意识到自己被骗后，她开始密切关注自己剩余的财富。为了能把她剩余的钱财全部拿走，萨米温叫来了暴徒普阿萨（Poeasa），他们计划一起杀死达西玛。一天晚上，当达西玛去听故事的时候，两人搭讪她，杀了她，并把她的尸体扔下桥。萨米温和普阿萨后来被捕，并被判处绞刑。

## 制作

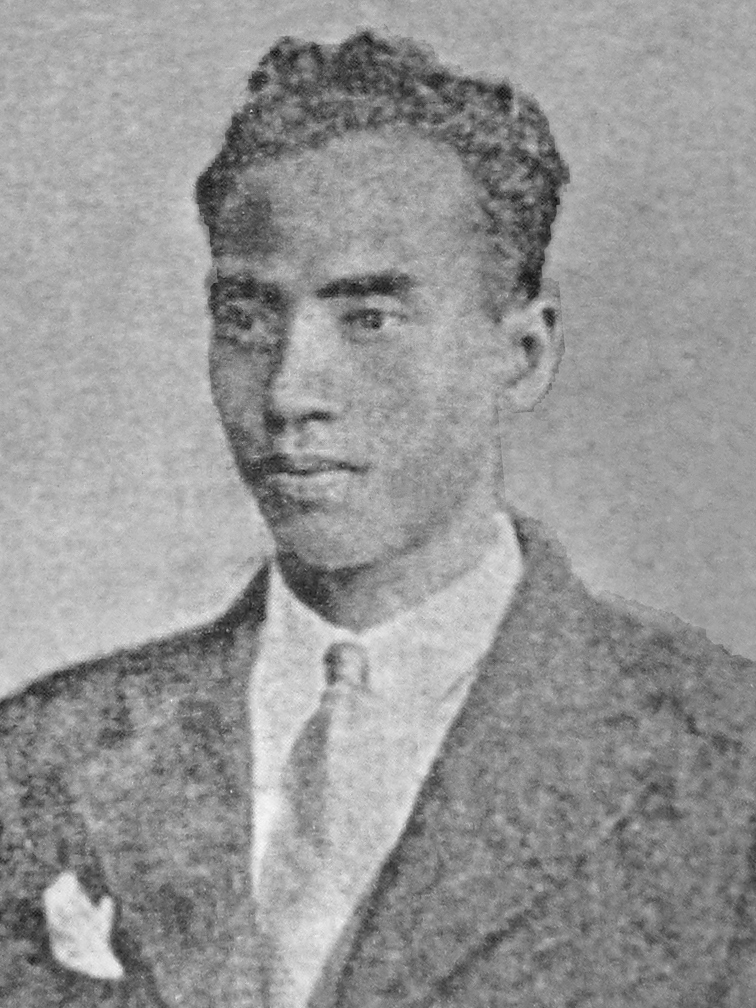
导演巴赫迪亚·埃芬迪

《达西玛姨娘》由巴赫迪亚·埃芬迪导演，陈坤耀、陈坤显兄弟拥有的陈氏影业出品。埃芬迪凭借此片成为了荷属东印度第一位土著电影导演。该片由莫莫（Momo）和乌斯曼（Oesman）主演。故事改编自G·弗朗西斯（G. Francis）于1896年创作的小说《达西玛姨娘的故事》。陈氏影业此前在1929年已将其改编为同名默片，这是他们的第一部作品。这个故事在巴达维亚（现雅加达）已经广为人知，部分原因是这个故事在舞台剧中很受欢迎。为了保证故事的质量，埃芬迪先是采用剧本，后来又采用分镜头，此前这两样东西从未在荷属东印度电影制作中使用过。
这是陈氏影业发行的第一部有声电影，但远不是荷属东印度的第一部。早在1929年，美国电影《Fox Movietone Follies of 1929》和《彩虹人》（The Rainbow Man）就已在荷属东印度上映。次年，由G·克吕格斯执导的荷属东印度境内第一部半有声电影《捕蛙人卡納迪》也上映了。1931年，郑丁春的《花江的玫瑰》和王氏兄弟的《Indonesia Malaise》又相继上映。为了保证声音的质量，陈氏影业聘请了克吕格斯，采用单系统摄影机来摄制这部电影。

## 发行与反响
《达西玛姨娘》于1932年1月上映，广告称其为“能说话、唱歌、跳舞，有音乐的有声电影”。该片对包括儿童在内的所有年龄段的观众开放。电影评价褒贬不一。一家报纸的社论指出，宣传册称这部电影“比‘当代电影’《被迫结婚》好一百倍”，并对此嗤之以鼻，称这种说法没有什么道理，因为“到目前为止，本土电影的质量都是垃圾”。随后，这篇评论指出了音乐选择、摄影方面的诸多不足，然后得出结论，认为该片总体上确实存在进步，赞扬了扮演普阿萨的演员，且没有过多与剧情无关的场景。不过，爾敏·巴奈在1950年的一篇反思评论中写道，该作品的质量总体上相当不错。
埃芬迪直到1951年才执导了另一部电影《Djiwa Pemuda》，而后来的第一位土著电影导演安查尔·阿斯马拉在1940年才凭借《卡蒂娜》（Kartinah）开始职业生涯。陈氏影业在发行《达西玛姨娘》后不久就停止了生产，不过最终在1938年重建。此后陈氏影业又发行了《法蒂玛》等几部商业上取得成功的电影。1942年，日本占领荷属东印度，陈氏影业永久关闭。
該電影或已散佚。美国视觉人类学家卡尔·G·海德指出所有在1950年前制作的印尼电影均已散失。不过，J·B·克里斯坦托（J.B. Kristanto）在《印尼电影目录》中表示，印尼電影資料館收錄了幾部荷屬東印度电影，使之得以流傳。而电影历史学家米斯巴赫·尤薩·比蘭則指出，有几部日本宣传电影藏於荷兰政府新闻处，並留存至今。

## 说明
1. ↑  原文：“Sprekende – Zingende – Dansende en Musicerende talkie”
2. ↑  原文： “... honderd maal veel beter dan „Huwen op bevel"”
3. ↑  原文： “... de kwaliteit van het kunststuk daar de inlandsche films tot nu toe prullen zijn.”

## 脚注
1. ↑  Said 1982，第138頁.
2. 1 2  Filmindonesia.or.id, Njai Dasima.
3. ↑  Biran 2009，第99-100頁.
4. 1 2 3  Biran 2009，第139頁.
5. ↑  Biran 2009，第131–132頁.
6. 1 2  Biran 2009，第137頁.
7. 1 2  De Indische Courant 1932, (untitled).
8. ↑  De Sumatra Post 1932, Over Inlandsche films.
9. ↑  Filmindonesia.or.id, Bachtiar Effendy.
10. ↑  Biran 2009，第174頁.
11. ↑  Heider 1991，第14頁.
12. ↑  Biran 2009，第351頁.